# Орден Святого князя Лазаря
Орден Святого князя Лазаря (серб. Орден светог кнеза Лазара) — высшая государственная награда Королевства Сербия и его правопреемника — Королевства Сербов, Хорватов и Словенцев, с 1929 года — Королевства Югославия. Был учреждён по решению Народной скупщины, подписанным королём Александром I, в память о 500 летней годовщине битвы на Косовом поле 28 июня 1389 года, которая завершилась поражением сербского войска и распадом средневекового сербского государства.

## История
Святой князь Лазарь предводительствовал сербскими войсками, но потерпел поражение от превосходящих турецких войск султана Мурада I. Сам султан был убит сербским витязем Милошем Обиличем, но, несмотря на это, сербы потерпели поражение, а тяжело раненый князь Лазарь был взят в плен. На следующий день, по приказу нового султана Баязида I ему была отрублена голова. Князь принял смерть с достоинством и впоследствии был прославлен сербской православной церковью как Святой Великомученик. Память его отмечается 15/28 июня.
Как благочестивый правитель, поборник православия, борец за объединение сербских земель и независимость Сербии, князь, на протяжении всей сербской истории, был почитаем и любим в народе.

## Награждения
Знак ордена имели право носить только правитель Сербии и наследник престола:
- Король Александр I Обренович
- Король Пётр I
- Принц Георгий (как наследник престола 1903—1908)
- Принц-регент (впоследствии король) Алексендр I Карагеоргиевич
- Король Пётр II
- Наследный принц Александр
- 5 февраля 1998 года наследник сербского престола в эмиграции, принц Пётр официально включён в список кавалеров ордена Святого князя Лазаря.

## Знак и цепь ордена
Знак и цепь ордена были изготовлены из золота и богато украшены рубинами, сапфирами, изумрудами, бриллиантами и жемчугом. Заказ на изготовление получила немецкая фирма Nicolaus und Dunker. Эскизы награды выполнил профессор археологии Михайло Валтрович.

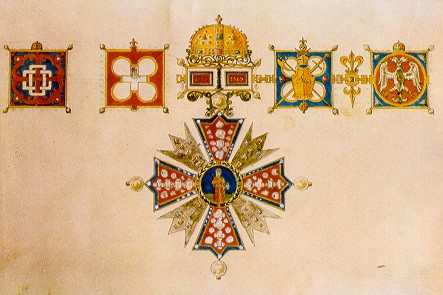
Лицевая сторона знака
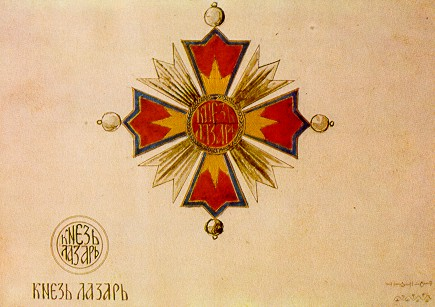
Оборотная сторона